# سهیل محسن افنان
سهیلِ محسن اَفنان (زاده‌ی ۱۲۸۳ در عکا – درگذشته‌ی ۱۳۶۹) پژوهشگر فلسفه بود. او دانش‌آموخته‌ی دانشگاه آمریکایی بیروت بود و افزون بر عربی، انگلیسی و فرانسوی با زبان‌های یونانی کهن، پارسی میانه و لاتین نیز آشنایی داشت. از آثار او می‌توان به ترجمه‌ی هنر سرایش ارسطو از یونانی کهن به فارسی در سال 1948 و تدوین واژه‌نامه‌ی فلسفی در سال 1968 اشاره کرد. او را، چون نامش را با اضافه بنوت و به شیوه‌ی کهن سهیلِ محسن افنان می‌نوشت، عرب پنداشته‌اند، حال آن که هم خانواده‌ی مادری و هم خانواده‌ی پدری‌اش ایرانی بودند و خودش نیز افزون بر ایران‌شناسی، دلداده‌ی فرهنگ ایران و زبان پارسی بود. بازپسین کتابش «پژوهش‌های پارسی درباره‌ی زبان پارسی دری» است. او در میان ایرانیان کم‌تر شناخته شده است و بیش‌تر نوشته‌هایش در بیروت چاپ شده‌اند.
واژه‌نامه‌ی فلسفی
یکی از مهم‌ترین آثار او واژه‌نامه‌ی فلسفی (ف‍ارس‍ی، ع‍رب‍ی، ان‍گ‍ل‍ی‍س‍ی، ف‍ران‍س‍ه، پ‍ارسی میانه، ی‍ون‍ان‍ی کهن و لات‍ی‍نی) است که ابتدا در سال 1968 میلادی در بیروت و سپس در ترکیه و ایران چاپ شد. پس از انقلاب به سال ۱۳۵۷، نشر نقره آن را در ایران به چاپ رسانید. واژه‌نامه‌ی فلسفی افنان، ترجمه‌های مترجمان عربی نهضت ترجمه را، همچون حنین بن اسحق یا قسطا بن لوقا، از متون یونانی کهن، با واژگان اصلی یونانی و معادل‌های این اصطلاحات در زبان‌های دیگر مقایسه کرده بود. افنان از واژه‌ها و تعبیرات فارسی که در متون پارسی اولیه، از سوی ابن سینا یا ناصر خسرو قبادیانی به کار رفته بودند، در این واژه‌نامه یاد کرده است. نیز، برای یافتن برابرنهاده‌های پارسی میانه، کتاب دینکرد را با دقت مطالعه کرده بود. 
در پیشگفتار پارسی سهیل محسن افنان بر این کتاب آمده است: 
«این کتاب، شماره‌ی چهارم است از سلسله‌ی سرچشمه‌های فرهنگ باخترزمین که ۲۰ سال پیش با ترجمه‌ی نامه‌ی شعر ارسطو آغاز شد. در پی سیر اندیشه، ناگزیر می‌بایستی بر خاور و باختر هر دو رو برد. جز آنکه در ایران‌زمین، دانش این دو بخش جهان با پندارهای دیرینه‌ی کشور آمیخته شد و از آن آمیزشی به میان آمد که تاکنون پایدار است. همچنان که به گذشته نمی‌توان بازگشت، از گذشته نیز هرگز نمی‌توان برید. پس ناچار باید کوشید با چگونگی سخن گذشتگان آشنا شد و اصطلاحات خاوری و باختری را برابر کرد تا بر اندیشه‌سازان آینده راه آسان و آماده گردد. بنابراین فرهنگی تهیه شد دارای واژه‌های فلسفی در پهلوی و فارسی و عربی از یک سو و یونانی و انگلیسی و فرانسوی از سوی دیگر، به امید آنکه پژوهندگان را پسند آید و دانشجویان را سودمند.»

## خانواده
سهیلِ محسن افنان در خانواده‌ای از بهاییان تبعیدی در عکا چشم به جهان گشود. مادرش طوبا خانم دختر عبدالبها و منیره خانم بود. پدرش، میرزا محسن، نیز از بهاییان شیراز بود. افنان در تازی جمع «فنن» است، که خود به معنای «شاخه‌ی راست» است. در میان بهاییان برای اشاره به خاندان مادری علی‌محمد باب به کار می‌رود. میرزا محسن خود پسر میرزا سید حسن افنان کبیر و نواده‌ی میرزا علی است، که پدرزن علی‌محمد باب و عموی مادر او بود.
هرچند بعدها شوقی افندی او را (به همراه بستگانش) ناقض عهد و میثاق اعلام کرد.

نخستین چاپ نمایشنامه ایرانیان نوشته آیسخولوس، از یونانی به فارسی برگردانیده سهیل افنان، ۱۳۳۱ جلالی

## آثار
- واژه‌نامه‌ی فلسفی: فارسی- عربی- انگلیسی- فرانسه- پهلوی- یونانی- لاتین، نشر نقره، تهران، ۱۳۶۲.
- درباره‌ی هنر شعر، ارسطو، سهیلِ محسن افنان (مترجم)، تهران: حکمت.
- ایرانیان، آیسخولوس، سهیل افنان (مترجم)، با مقدمه‌ی رضا داوری اردکانی، پژوهشگاه فرهنگ و اندیشه‌ی اسلامی. ۱۳۹۰
- افق زندگی و اندیشه‌های ابن سینا، سهیل محسن افنان، مرضیه سلیمانی (مترجم)، تهران: علم.
- پیدایش اصطلاحات فلسفی در عربی و فارسی، سهیل محسن افنان، محمد فیروزکوهی (مترجمان)، تهران: حکمت.
- پژوهش درباره‌ی زبان پارسی، بیروت، ۱۳۵۲